# K팝스타 5 참가자 목록
SBS의 스타 오디션 프로그램 《K팝 스타 5》의 참가자들을 나열한 목록이다.

## 이수정
K팝스타5 우승자이다.
소속사: 안테나

## 안예은
K팝스타5 준우승자이다.
소속사: DSP미디어

## 이시은
K팝스타5 TOP4이다.
소속사: HF뮤직컴퍼니

### 음반

#### 참여 앨범

##### K팝스타 시즌5
- 2016.02.28 이시은 <빨래> (원곡:이적)[깨진 링크(과거 내용 찾기)]  (TOP10 Part.1)
- 2016.03.13 이시은 <이 밤이 지나면> (원곡:임재범)[깨진 링크(과거 내용 찾기)]  (TOP8 Part.1)
- 2016.03.20 이시은 <아름다운 이별> (원곡:김건모)[깨진 링크(과거 내용 찾기)]  (TOP8 Part.2)
- 2016.03.27 이시은 <한숨> (원곡:이하이)[깨진 링크(과거 내용 찾기)]  (TOP6)
- 2016.04.03 이시은 <취중진담> (원곡:김동률)[깨진 링크(과거 내용 찾기)]  (TOP4)

##### 참여 앨범 수록곡
- 2013.12.05 Closer《Unknown : Part 2 (By Closer)》 - <눈물만 흘리네요 (Vocal 이시은)>
- 2015.02.16 혜선《선물》 - <선물 (Vocal 이시은)>
- 2015.09.23 정바스《25.92》 - <카라멜마끼아또 (With. 장규철,이시은)>
- 2016.06.01 정바스《26.64》 - <꼬박 (Vocal 이시은)>

### 관련 영상

#### 라이브
- 2015년 이시은 - 노래할게요[깨진 링크(과거 내용 찾기)]  (K팝스타 시즌5)
- 2015년 이시은 - 선인장[깨진 링크(과거 내용 찾기)]  (K팝스타 시즌5)
- 2016년 이시은 & 주미연 - 혼자하는 사랑  (K팝스타 시즌5)
- 2016년 이시은 & 김영은 - 내가 그댈[깨진 링크(과거 내용 찾기)]  (K팝스타 시즌5)
- 2016년 이시은 - 야생화[깨진 링크(과거 내용 찾기)]  (K팝스타 시즌5)

#### 기타
- 2015년 (1라운드 미공개) 감성 보컬 이시은, 무대 뒤 '깨방정' 모습[깨진 링크(과거 내용 찾기)]  (K팝스타 시즌5)
- 2016년 (4라운드 미공개) '여성미 철철' 이시은과 김영은 “오빠야~”[깨진 링크(과거 내용 찾기)]  (K팝스타 시즌5)
- 2016년 (배틀오디션 미공개) 이시은, 절벽에 매달린 듯 ‘간절한 보이스’[깨진 링크(과거 내용 찾기)]  (K팝스타 시즌5)

## 마진가S
K팝스타5 TOP4이다. 김예림, 조이스리, 데니스김, 려위위로 구성되어있다. 마진가 S 멤버 막내 데니스 김은 YG 엔터테인먼트와의 전속 계약을 체결했으며 그로부터 2년 후 2018년에는 리더 김예림도 엠넷 슈퍼스타 K 시즌 7 출신 길민지의 소속사 더블엑스엔터테이먼트에서 전속계약을 하여 2018년 3분기에 정식 데뷔를 할 예정이다.

### 음반

#### K팝스타 시즌5
- 2016.01.24 마진가 S <Love on top>[깨진 링크(과거 내용 찾기)] (K팝스타 시즌 5 Part.6 '정진우, 마진가 S')
- 2016.02.28 마진가 S <HER>[깨진 링크(과거 내용 찾기)] (K팝스타 시즌5 TOP10 Part.1)
- 2016.03.13 마진가 S <그녀는 예뻤다 + Stayin` Alive>[깨진 링크(과거 내용 찾기)] (K팝스타 시즌5 TOP8 Part.1)
- 2016.03.27 마진가 S <둘이서>[깨진 링크(과거 내용 찾기)] (K팝스타 시즌5 TOP6)
- 2016.04.03 마진가 S <Hero> [깨진 링크(과거 내용 찾기)] (K팝스타 시즌5 TOP4)

### 라이브
- 2016.02.07 마진가 S - 난 괜찮아[깨진 링크(과거 내용 찾기)]

## 우예린
Top6

### 학력
- 서울실용음악고등학교 보컬과 졸업

### 경력
- 2015년 K팝스타 시즌5 (SBS) - TOP6

### 음반

#### K팝스타 시즌5
- 2015.11.22 우예린 <소녀>[깨진 링크(과거 내용 찾기)] (본선 1라운드)
- 2016.03.06 우예린 <우울한 편지> (원곡:유재하)[깨진 링크(과거 내용 찾기)] (TOP10 Part.2)
- 2016.03.13 우예린 <Hush> (원곡:미쓰에이)[깨진 링크(과거 내용 찾기)] (TOP8 Part.1)
- 2016.03.27 우예린 <잠 못 드는 밤 비는 내리고>[깨진 링크(과거 내용 찾기)] (원곡:김건모) (TOP6)

#### 작사, 작곡
- 2016.05.14 SBS 주말 드라마 《미녀 공심이》- 우예린 <힘들어하는 너에게> (작사-우예린 / 작곡-우예린)

#### 작사, 작곡, 편곡
- 서울실용음악학교 《미칠수 있는가? 2집》- 우예린 <딸기맛 메타콘> (작사-우예린 / 작곡-우예린 / 편곡-우예린)
- 2016.04.16 SBS 주말 드라마 《미세스 캅 2》- 우예린 <그럴 때 날 찾아와> (작사-우예린 / 작곡-우예린 / 편곡-우예린, 하근영, 유민지)

### 관련 영상

#### 라이브
- 2015년 우예린 <어항>[깨진 링크(과거 내용 찾기)]  (K팝스타 시즌5)
- 2016년 우예린 & 한지형 <보름달>[깨진 링크(과거 내용 찾기)]  (K팝스타 시즌5)
- 2016년 우예린 & 안예은 <분홍신>[깨진 링크(과거 내용 찾기)]  (K팝스타 시즌5)
- 2016년 우예린 <꿈에>[깨진 링크(과거 내용 찾기)]  (K팝스타 시즌5)

#### 기타
- 2015년 (2라운드) 박진영 “천재적 가사다” 극찬에 우예린 눈물  (K팝스타 시즌5)

- 2016년 (4라운드 미공개) 편곡부터 스타일까지! 가락동 ‘락스피릿’[깨진 링크(과거 내용 찾기)]  (K팝스타 시즌5)

- 2016년 (배틀오디션 미공개) 우예린, 느낌 있는 ‘합주 현장’[깨진 링크(과거 내용 찾기)]  (K팝스타 시즌5)

- 2016년 (TOP6 결정전 미공개) 제스처 하나하나 요염한 ‘우쭈쭈’ 우예린[깨진 링크(과거 내용 찾기)]  (K팝스타 시즌5)

## 유제이
TOP6이다.
월드스타 엔터테인먼트와 계약.

### 음반

#### K팝스타 시즌5
- 2015.12.06 유제이 <New York State Of Mind>[깨진 링크(과거 내용 찾기)] (K팝스타 시즌 5 `New York State Of Mind`)
- 2016.02.14 유제이 <여러분>[깨진 링크(과거 내용 찾기)] (K팝스타 시즌5 `여러분`)
- 2016.03.06 유제이 <고해>[깨진 링크(과거 내용 찾기)] (K팝 스타 시즌5 TOP10 Part.2)
- 2016.03.20 유제이 <사랑에 빠지고 싶다>[깨진 링크(과거 내용 찾기)] (K팝스타 시즌5 TOP8 Part.2)
- 2016.03.27 유제이 <Hit The Road Jack>[깨진 링크(과거 내용 찾기)] (K팝스타 시즌5 TOP6)

#### 라이브
- 2015.11.29 유제이 - Almost Is Never Enough[깨진 링크(과거 내용 찾기)]
- 2016.01.03 유제이·유윤지 - Hello[깨진 링크(과거 내용 찾기)]
- 2016.01.10 유제이·유윤지 - I'm Your Baby Tonight[깨진 링크(과거 내용 찾기)]
- 2016.01.31 이수정·유제이 - Part-Time Lover[깨진 링크(과거 내용 찾기)]

## 정진우
TOP8이다.

4월 12일 산타뮤직과 계약했다.

9월 데뷔 목표로 앨범 작업 중이며 미니앨범으로 발매할 예정이다.

### 음반

#### 정진우

##### 미니 앨범
| 날짜       | 앨범                          | 가수명 | 소속사                              |
| ---------- | ----------------------------- | ------ | ----------------------------------- |
| 2016.09.22 | 정진우 미니앨범《in my room》 | 정진우 | 인넥스트트렌드(플라네타리움 레코드) |

#### K팝스타 시즌5
- 2015.11.22 정진우 <위성>[깨진 링크(과거 내용 찾기)] (본선 1라운드)
- 2016.01.24 정진우 <유복하게 살았는데>[깨진 링크(과거 내용 찾기)] (Part.6)
- 2016.03.06 정진우 <너에게> (원곡:서태지와 아이들)[깨진 링크(과거 내용 찾기)] (TOP10 Part.2)  (편곡 - 정진우, 장준호)
- 2016.03.20 정진우 <No Fairy Tales>[깨진 링크(과거 내용 찾기)] (TOP8 Part.2)
- 2016.03.20 정진우 <Still With You> (원곡: Eric Benet)[깨진 링크(과거 내용 찾기)] (TOP8 Part.2)

#### 참여 앨범 수록곡
- 케이지 (Kei.G) 《케이지 Lv.3 `널 봐 (Feat. 정진우)`》- 널 봐 (Feat. 정진우)

#### 관련 영상

##### 뮤직 비디오 [출연, 참여]
- 2016년 케이지 (Kei.G) - 널 봐 (Feat. 정진우)

##### 라이브
- 2015년 정진우 - 하…[깨진 링크(과거 내용 찾기)]  (K팝스타 시즌5)
- 2015년 이수정 & 정진우 - Almost Is Never Enough[깨진 링크(과거 내용 찾기)]  (K팝스타 시즌5)
- 2016년 이수정 & 정진우 - 가끔[깨진 링크(과거 내용 찾기)]  (K팝스타 시즌5)
- 2016년 정진우 - 그럼 돼[깨진 링크(과거 내용 찾기)]  (K팝스타 시즌5)
- 2016년 정진우 - 이대로 멈춰[깨진 링크(과거 내용 찾기)]  (K팝스타 시즌5)

##### 기타
- 2015년 (1라운드 미공개) 기자회견 방불케하는 ‘정진우 인터뷰’ 현장[깨진 링크(과거 내용 찾기)]  (K팝스타 시즌5)
- 2016년 (배틀오디션 미공개) 정진우, 굳이 ‘자작곡 고집’하는 이유?[깨진 링크(과거 내용 찾기)]  (K팝스타 시즌5)
- 2016년 (TOP6 결정전 미공개) 정진우 “무리한 자작곡 선택했다” 그 속사정은?[깨진 링크(과거 내용 찾기)]  (K팝스타 시즌5)

## 박민지
TOP8이다.

### 음반

#### K팝스타 시즌5
- 2016.02.28 박민지 <우주를 건너>[깨진 링크(과거 내용 찾기)] (K팝스타 시즌5 TOP10 Part.1)
- 2016.03.20 박민지 <하고 싶은 말>[깨진 링크(과거 내용 찾기)] (K팝스타 시즌5 TOP8 Part.2)
- 2016.03.20 박민지 <시간을 달려서>[깨진 링크(과거 내용 찾기)] (K팝스타 시즌5 TOP8 Part.2)

### 라이브
- 2015.11.29 박민지 <없구나>[깨진 링크(과거 내용 찾기)]
- 2015.12.13 박민지 <I'm in love>[깨진 링크(과거 내용 찾기)]
- 2015.12.27 박민지·김사라·최은지  <Kiss Me>[깨진 링크(과거 내용 찾기)]
- 2016.01.17 박민지·김사라·최은지  <1월부터 6월까지>[깨진 링크(과거 내용 찾기)]
- 2016.01.31 박민지·유윤지 <With Me>[깨진 링크(과거 내용 찾기)]
- 2016.02.07 박민지 <혼자만의 사랑>[깨진 링크(과거 내용 찾기)]

## 소피 한
Top10이다.

### 음반

#### K팝스타 시즌5
- 2016.03.06 소피한 <미쳤어>[깨진 링크(과거 내용 찾기)] (K팝스타 시즌5 TOP10 Part.2)

### 라이브
- 2015.12.22 소피한 <Girl on Fire>[깨진 링크(과거 내용 찾기)]
- 2016.01.03 김민지·소피한·백소혜 'I Wanna Dance With somebody'[깨진 링크(과거 내용 찾기)]
- 2016.01.17 김민지·소피한·백소혜 <All I Want For Christmas Is You>[깨진 링크(과거 내용 찾기)]
- 2016.01.31 소피한, 박가경 <Ma Boy>[깨진 링크(과거 내용 찾기)]
- 2016.02.21 소피한 <금요일에 만나요>[깨진 링크(과거 내용 찾기)]

## 주미연
TOP10이다.

### 음반

#### 참여 앨범

##### K팝스타 시즌5
- 2015.12.13 주미연 <그대는 눈물겹다> (원곡:엠씨더맥스)[깨진 링크(과거 내용 찾기)] (본선 2라운드 랭킹 오디션)
- 2016.02.28 주미연 <아니> (원곡:거미)[깨진 링크(과거 내용 찾기)] (TOP10 Part.1)

### 관련 영상

#### 라이브
- 2016년 주미연 & 이시은 혼자하는 사랑  (K팝스타 시즌5)
- 2016년 주미연 - 슬픔보다 더 슬픈 이야기[깨진 링크(과거 내용 찾기)]  (K팝스타 시즌5)
- 2016년 주미연 - Watching You[깨진 링크(과거 내용 찾기)]  (K팝스타 시즌5)
- 2016년 주미연 - 난 행복해[깨진 링크(과거 내용 찾기)]  (K팝스타 시즌5)

#### 기타
- 2015년 (랭킹오디션 미공개) 무대공포증 주미연, 무대뒤에선? '연습만이 살길!'[깨진 링크(과거 내용 찾기)]  (K팝스타 시즌5)
- 2016년 박진영 “이게 내가 좋아하는 주미연이다” 주미연 눈물[깨진 링크(과거 내용 찾기)]  (K팝스타 시즌5)

## 서경덕
TOP18(11위)

## 채지혜
TOP18(16위)

## 김채란
TOP18(16위)

## 아이리스 황
- 아이리스 황은 2015년 ‘K팝스타5’에 14세의 나이로 참가해 새싹들 팀을 구성해 본선 4라운드 캐스팅 오디션까지 진출하며 심사위원에게 큰 호평과 기대를 한 몸에 받았다(최종 19위). 시즌 5 종영한 이후 2016년 9월에 MBC 아침드라마 좋은사람 OST 수록곡 번져 간다으로 데뷔했다.

그리고 2017년에는 시즌 6 TOP 4 민아리 멤버이자 걸그룹 페이버릿 멤버 고아라의 소속사 애스토리 엔터테인먼트에 전속계약 체결했다.

## 최은지
본선 4라운드까지 진출했으며, 이후 '디아'라는 예명으로 걸그룹 PIXY의 멤버로 데뷔했다.